# Michael Albrecht (Philosoph)
Michael Albrecht (* 19. Juli 1940 in Berlin; † 20. Dezember 2021 in Newel) war ein deutscher Philosoph.
Seine Forschungsgebiete waren u. a. Christian Wolff und der Wolffianismus, Ekletik bei Johann Christoph Sturm und Jakob Brucker, Moses Mendelssohn, Kants Ästhetik und die Begriffsgeschichte von „Eklektik“, „Ursache und Wirkung“ sowie „Wahrheit“.

## Leben
Albrecht machte 1959 sein Abitur, im selben Jahr begann er ein Studium der Geschichte und Germanistik an der Freien Universität Berlin, das er 1966 abschloss. 1966 bis 1971 studierte er Philosophie an der Freien Universität. Von 1967 bis 1971 arbeitete er dort als wissenschaftlicher Assistent. Von 1971 bis 1974 war er wissenschaftlicher Mitarbeiter an der Universität Trier, an der er 1974 in Philosophie, Neuerer Geschichte und Älterer Germanistik promovierte. 1986 bis 1987 war er Projekt-Mitarbeiter im Fach Geschichte. 1990 bis 1995 und 1996 war er Mitarbeiter an der Mendelssohn-Gesamtausgabe. 1992 habilitierte er an der Universität Trier im Fach Philosophie. Im Wintersemester 1996/7 vertrat er eine C3-Professur an der Universität Mannheim. 1998 wurde er zum außerplanmäßigen Professor an der Universität Trier ernannt. Vom Wintersemester 1998/9 bis zum Sommersemester 1999 vertrat er eine Ratsstelle an der Universität Trier.
Albrecht war in der Neweler Kommunalpolitik engagiert und Träger der Willy-Brandt-Medaille.

## Monographien
- Kants Antinomie der praktischen Vernunft (Studien und Materialien zur Geschichte der Philosophie, Bd. 21). Hildesheim, New York 1978.
- Christian Wolff: Oratio de Sinarum philosophia practica / Rede über die praktische Philosophie der Chinesen, übersetzt, eingeleitet und herausgegeben von Michael Albrecht. Lateinisch-Deutsch (Philosophische Bibliothek, Bd. 374). Hamburg 1985.
- Moses Mendelssohn, 1729–1786. Das Lebenswerk eines jüdischen Denkers der deutschen Aufklärung (Ausstellungskataloge der Herzog August Bibliothek, Nr. 51). Weinheim 1986.
- Moses Mendelssohn und die Kreise seiner Wirksamkeit, herausgegeben. von Michael Albrecht, Eva J. Engel und Norbert Hinske (Wolfenbütteler Studien zur Aufklärung, Bd. 19). Tübingen 1994.
- Eklektik. Eine Begriffsgeschichte mit Hinweisen auf die Philosophie- und Wissenschaftsgeschichte (Quaestiones, Bd. 5). Stuttgart-Bad Cannstatt 1994.
- Moses Mendelssohn: Gesammelte Schriften. Jubiläumsausgabe. Bd. 22: Dokumente I: Entlegene zeitgenössische Texte zu Moses Mendelssohns Leben und Wirken, bearbeitet von Michael Albrecht. Stuttgart-Bad Cannstatt 1995.
- Moses Mendelssohn: Gesammelte Schriften. Jubiläumsausgabe. Bd. 23: Dokumente II: Die frühen Mendelssohn-Biographien, bearbeitet von Michael Albrecht. Mit Isaak Euchels Mendelssohn-Biographie, übersetzt und mit einer Nachschrift von Reuven Michael. Stuttgart-Bad Cannstatt 1998.
- Moses Mendelssohn im Spannungsfeld der Aufklärung, herausgegeben. von Michael Albrecht und Eva J. Engel. Stuttgart-Bad Cannstatt 2000.
- Moses Mendelssohn: Jerusalem oder über religiöse Macht und Judentum. Mit dem Vorwort zu Manasse ben Israels Rettung der Juden und dem Entwurf zu Jerusalem sowie einer Einleitung, Anmerkungen und Register herausgegeben von Michael Albrecht. (Philosophische Bibliothek, Bd. 565). Hamburg 2005.
- Mit Heinrich P. Delfosse: Kant-Index. Bd. 37: Stellenindex und Konkordanz zur Allgemeinen Naturgeschichte und Theorie des Himmels. Erstellt in Zusammenarbeit mit Irina Lepp. Unter Mitwirkung von Bernd Straßburg und Michael Trauth (Forschungen und Materialien zur deutschen Aufklärung Abt. 3, Bd. 44). 2 Bde. Stuttgart-Bad Cannstatt 2009.
- Aufklärung. Interdisziplinäres Jahrbuch zur Erforschung des 18. Jahrhunderts und seiner Wirkungsgeschichte. Bd. 23 – Jg. 2011. Thema: Die Natürliche Theologie bei Christian Wolff, herausgegeben von Michael Albrecht. Hamburg 2011.
- Mit Heinrich P. Delfosse: Kant-Index. Bd. 36: Stellenindex und Konkordanz zu den Gedanken von der wahren Schätzung der lebendigen Kräfte. Erstellt in Zusammenarbeit mit Bernd Straßburg. Unter Mitwirkung von Jeannine Huster und Michael Trauth (Forschungen und Materialien zur deutschen Aufklärung Abt. 3, Bd. 43). 2 Bde. Stuttgart-Bad Cannstatt 2012.
- Christian Wolff: Über den Unterschied zwischen einem systematischen und einem nicht-systematischen Verstand. Lateinisch-Deutsch. Übersetzt, eingeleitet und herausgegeben von Michael Albrecht (Philosophische Bibliothek, Bd. 710). Hamburg 2019.

## Aufsätze
- 'Glückseligkeit aus Freiheit' und 'empirische Glückseligkeit'. In: Akten des 4. Internationalen Kant-Kongresses, Mainz, 6.–10. April 1974. Teil II.2. Berlin u. New York 1974, S. 563–567.
- Mit Hans-Jürgen Engfer: Bericht über den 4. Internationalen Kant-Kongreß, in: International Studies in Philosophy (Studi Internazionali di Filosofia) 6 (1974), S. 192–202.
- Der Deist und der Theist (KrV B 659–661). In: Akten des 5. Internationalen Kant-Kongresses, Mainz, 4.–8. April 1981. Teil I.1. Bonn 1981, S. 475–484.
- "Nunmehr sind Sie ein preußischer Unterthan" - Moses Mendelssohns Staatstheorie. In: Philosophie und Wissenschaft in Preußen. Kolloquium an der Technischen Universität Berlin, WS 1981/82, herausgegeben von Friedrich Rapp u. Hans-Werner Schütt (TUB-Dokumentation Kongresse und Tagungen, H. 14). Berlin 1982, S. 23–47.
- Kants Kritik der historischen Erkenntnis - Ein Bekenntnis zu Wolff? in: Studia Leibnitiana 14 (1982), S. 1–24.
- Moses Mendelssohn. Ein Forschungsbericht, 1965–1980, in: Deutsche Vierteljahrsschrift für Literaturwissenschaft und Geistesgeschichte 57 (1983), S. 64–166.
- Alexander Altmann s. A., 16. April 1906 – 6. Juni 1987, in: Zeitschrift für philosophische Forschung 42 (1988), S. 134–138.
- Thomasius - kein Eklektiker? In: Christian Thomasius (1655–1728), herausgegeben von Werner Schneiders (Studien zum achtzehnten Jahrhundert, Bd. 11). Hamburg 1989, S. 73–94.
- Die Tugend und die Chinesen. Antworten von Christian Wolff auf die Frage nach dem Verhältnis zwischen Religion und Moral, in: il cannocchiale 1989, n. 2/3 (Nuovi studi sul pensiero di Christian Wolff, herausgegeben von Sonia Carboncini und Luigi Cataldi Madonna), S. 239–262. - Nachdruck in: Christian Wolff: Gesammelte Werke, Abt. 3, Bd. 31. Hildesheim (u. a.) 1992.
- Überlegungen zu einer Entwicklungsgeschichte der Ethik Mendelssohns. In: Moses Mendelssohn und die Kreise seiner Wirksamkeit, herausgegeben von Michael Albrecht, Eva J. Engel und Norbert Hinske (Wolfenbütteler Studien zur Aufklärung, Bd. 19). Tübingen 1994, S. 43–60.
- Kants Maximenethik und ihre Begründung, in: Kant-Studien 85 (1994), S. 129–146. - Übersetzung: Kant's Justification of the Role of Maxims in Ethics. In: Kant's Moral and Legal Philosophy, ed. by Karl Ameriks and Otfried Höffe. Cambridge (u. a.) 2009, S. 134–155. (Paperback-Edition 2014.)
- Moses Mendelssohn über Vorurteile. In: Aufklärung als praktische Philosophie. Werner Schneiders zum 65. Geburtstag, herausgegeben von Frank Grunert und Friedrich Vollhardt (Frühe Neuzeit, Bd. 45). Tübingen 1998, S. 297–315. – Wieder abgedruckt in: Interkulturelle Orientierung. Grundlegung des Toleranz-Dialogs. Bd. 1: Methoden und Konzeptionen, herausgegeben von Hamid Reza Yousefi und Klaus Fischer (Bausteine zur Mensching-Forschung, Bd. 6/1). Nordhausen 2004, S. 593–611.
- Christian Thomasius. Der Begründer der deutschen Aufklärung und seine Philosophie. In: Philosophen des 17. Jahrhunderts. Eine Einführung, herausgegeben von Lothar Kreimendahl. Darmstadt 1999, S. 238–259.
- Einengung und Befreiung als Wirkungen des Cartesianismus am Beispiel Lodewijk Meyers. In: Johannes Clauberg (1622–1665) and Cartesian Philosophy in the Seventeenth Century, ed. by Theo Verbeek (Archives internationales d'Histoire des Idées 164). Dordrecht, Boston, London 1999, S. 161–180.
- Descartes, Hutcheson, Hume, Kant und andere Ästhetiker. Historische Erkundungen der subjektiven und relativistischen Ästhetik des 17. und 18. Jahrhunderts. In: "Das Wichtigste ist der Mensch". Festschrift für Klaus Gerteis zum 60. Geburtstag, herausgegeben von Angela Giebmeyer und Helga Schnabel-Schüle. Mainz 2000, S. 3–20.
- Moses Mendelssohn. Judentum und Aufklärung. In: Philosophen des 18. Jahrhunderts. Eine Einführung, herausgegeben von Lothar Kreimendahl. Darmstadt 2000, S. 209–225.
- ‘Aber ich folge dem Schlechteren’ - Mendelssohns mathematische Hypothese zum Problem des Handelns wider besseres Wissen. In: Moses Mendelssohn im Spannungsfeld der Aufklärung, herausgegeben von Michael Albrecht und Eva J. Engel. Stuttgart-Bad Cannstatt 2000, S. 13–35. Vgl. Nr. 12.
- Zum Wortgebrauch von "Aufklärung" bei Johann Joachim Spalding. In: Vernunftkritik und Aufklärung. Studien zur Philosophie Kants und seines Jahrhunderts, herausgegeben von Michael Oberhausen unter Mitwirkung von Heinrich P. Delfosse und Riccardo Pozzo. Stuttgart-Bad Cannstatt 2001, S. 11–40.
- Hypothesen und Phänomene. Zu Johann Christoph Sturms Theorie der wissenschaftlichen Methode. In: Johann Christoph Sturm (1635–1703), herausgegeben von Hans Gaab, Pierre Leich und Günter Löffladt (Acta Historica Astronomiae 22). Frankfurt a. M. 2004, S. 119–135.
- Brucker und die Eklektik, in: Mitteilungen. Zeitschrift des Instituts für Europäische Kulturgeschichte der Universität Augsburg 15 (2005), S. 31–46.
- Eine entlegene Streitschrift gegen Wolff: Darjes’ Anmerkungen über einige Lehrsätze der Wolfischen Metaphysic (1748). In: Wolffiana I. Macht und Bescheidenheit der Vernunft. Beiträge zur Philosophie Christian Wolffs. Gedenkband für Hans Werner Arndt, herausgegeben von Luigi Cataldi Madonna. Christian Wolff: Gesammelte Werke, Abt. 3, Bd. 98. Hildesheim (u. a.) 2005, S. 59–72.
- Wie subjektiv urteilt der Geschmack? In: Kant-Lektionen. Zur Philosophie Kants und zu Aspekten ihrer Wirkungsgeschichte, herausgegeben von Manfred Kugelstadt. Würzburg 2008, S. 149–165.
- "Jusqu'où nous pouvons aider la raison". Le concept de raison et la querelle du spinozisme, in: Haskala et Aufklärung. Philosophes juifs des Lumières allemandes. Revue germanique internationale 9 (2009), S. 81–93. "In wie weit wir der Vernunft nachhelfen können." Der Begriff der Vernunft im Spinozismus-Streit, in: Mendelssohn-Studien 17 (2011), S. 35–48.
- Der wissenschaftliche Fortschritt als Thema für Kant. In: Das Wagnis des Neuen. Kontexte und Restriktionen der Wissenschaft. Festschrift für Klaus Fischer zum 60. Geburtstag, herausgegeben von Hamid Reza Yousefi und Christiane Dick. Nordhausen 2009, S. 535–553.
- Die philosophischen Grundüberzeugungen des Wolffianismus. In: Wolffiana II.5: Christian Wolff und die europäische Aufklärung. Akten des 1. Internationalen Christian-Wolff-Kongresses, Halle (Saale), 4.–8. April 2004. Teil 5, herausgegeben von Jürgen Stolzenberg und Oliver-Pierre Rudolf. Christian Wolff: Gesammelte Werke, Abt. 3, Bd. 105. Hildesheim (u. a.) 2010, S. 13–30.
- Christian Wolff: De differentia intellectus systematici & non systematici / Über den Unterschied zwischen einem systematischen und einem nicht-systematischen Verstand, übersetzt, eingeleitet und herausgegeben von Michael Albrecht, in: Aufklärung 23 (2011), S. 229–301.
- Können „wir uns glücklich machen“? in: Kant-Studien 107 (2016), S. 496–513.

## Festschrift
Heinrich P. Delfosse und Hamid Reza Yousefi (Herausgeber): >Wer ist weise? der gute Lehr von jedem annimmt<. Festschrift für Michael Albrecht zum 65. Geburtstag. Nordhausen 2005.